# NXT Deadline (2023)
NXT Deadline (2023) (estilizado como DEADL1NE) foi o segundo evento anual de transmissão ao vivo de luta livre profissional do NXT Deadline produzido pela WWE. Será realizado exclusivamente para lutadores da divisão da marca NXT da promoção. Aconteceu no sábado, 9 de dezembro de 2023, na Total Mortgage Arena em Bridgeport, Connecticut.
Sete lutas foram disputadas no evento, incluindo uma no pré-show. No evento principal, Ilja Dragunov derrotou Baron Corbin para reter o Campeonato do NXT. Nos Iron Survivor Challenges do evento, Trick Williams venceu a versão masculina, enquanto Blair Davenport conquistou a versão feminina. Em outras lutas de destaque, Carmelo Hayes derrotou Lexis King, e na luta de abertura, Dragon Lee, do SmackDown, derrotou "Dirty" Dominik Mysterio, do Raw, para conquistar o Campeonato Norte-Americano do NXT. O evento também foi notável pelo retorno de Cora Jade, que estava em hiato desde agosto de 2023.

## Produção

### Introdução

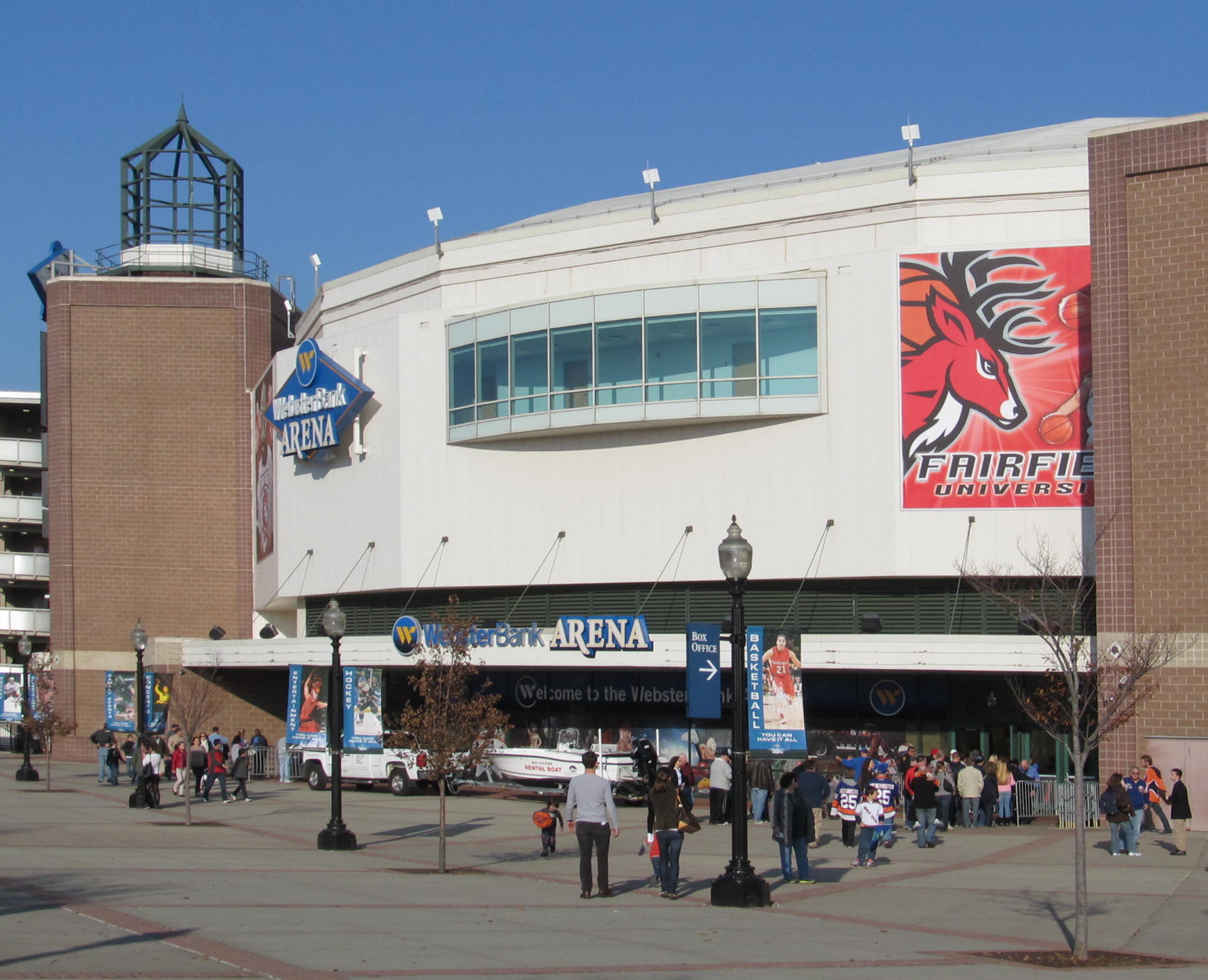
O evento foi realizado na Total Mortgage Arena em Bridgeport, Connecticut.

Em dezembro de 2022, a promoção americana de luta profissional WWE realizou um evento de transmissão ao vivo para sua marca de desenvolvimento, NXT, chamado NXT Deadline, que substituiu o evento anteriormente anual, NXT WarGames. Em 28 de setembro de 2023, a WWE anunciou o retorno do Deadline, estabelecendo assim o Deadline como o evento anual de dezembro do NXT. Foi programado para ser realizado no sábado, 9 de dezembro de 2023, na Total Mortgage Arena em Bridgeport, Connecticut, e foi ao ar no Peacock nos Estados Unidos e na WWE Network na maioria dos mercados internacionais. Este também foi o primeiro evento da WWE televisionado realizado neste local desde o NXT TakeOver: XXV em junho de 2019, quando a arena era conhecida como Webster Bank Arena (renomeada em 2022).

### Rivalidades
O card incluiu lutas que resultam de histórias roteirizadas, onde os lutadores retrataram heróis, vilões ou personagens menos distinguíveis em eventos roteirizados que criaram tensão e culminaram em uma luta ou série de lutas. Os resultados foram predeterminados pelos escritores da WWE na marca NXT, enquanto as histórias foram produzidas no programa de televisão semanal da WWE, NXT, e no programa suplementar de streaming online, Level Up.

## Evento
| Função:                 | Nome:                                         |
| ----------------------- | --------------------------------------------- |
| Comentaristas ingleses  | Vic Joseph                                    |
| Comentaristas ingleses  | Booker T                                      |
| Comentaristas ingleses  | Rey Mysterio (NXT North American Title match) |
| Comentaristas espanhóis | Marcelo Rodríguez                             |
| Comentaristas espanhóis | Jerry Soto                                    |
| Anunciadora de ringue   | Alicia Taylor                                 |
| Árbitro                 | Adrian Butler                                 |
| Árbitro                 | Chip Danning                                  |
| Árbitro                 | Dallas Irvin                                  |
| Árbitro                 | Derek Sanders                                 |
| Árbitro                 | Jeremy Marcus                                 |
| Entrevistadora          | Kelly Kincaid                                 |
| Painel pré-show         | Megan Morant                                  |
| Painel pré-show         | Matt Camp                                     |
| Painel pré-show         | Sam Roberts                                   |

### Pre-show
Durante o pré-show, Axiom enfrentou Nathan Frazer. No final, Axiom executou um top rope espanhol e um chute Golden Ratio em Frazer para vencer a luta.

## Resultados
| Nº                                          | Resultados                                                                                                 | Estipulações                                                                             | Tempo |
| ------------------------------------------- | --- | ---------------------------------------------------------------------------------------- | ----- |
| Pré- show                                   | Axiom derrotou Nathan Frazer                                                                               | Lutas individual                                                                         | 10:50 |
| 1                                           | Dragon Lee (com Rey Mysterio) derrotou "Dirty" Dominik Mysterio (c)                                        | Luta individual pelo Campeonato Norte Americano do NXT                                   | 10:33 |
| 2                                           | Blair Davenport (3) derrotou Tiffany Stratton (1), Lash Legend (2), Kelani Jordan (0), e Fallon Henley (1) | Iron Survivor Challenge para determinar a desafiante Nº1 pelo Campeonato Feminino do NXT | 25:00 |
| 3                                           | Carmelo Hayes derrotou Lexis King                                                                          | Luta individual                                                                          | 11:12 |
| 4                                           | Trick Williams (4) derrotou Dijak (3), Josh Briggs (2), Bron Breakker (3), e Tyler Bate (3)                | Iron Survivor Challenge para determinar a desafiante Nº1 pelo Campeonato do NXT          | 25:00 |
| 5                                           | Kiana James derrotou Roxanne Perez                                                                         | Luta Steel Cage                                                                          | 11:27 |
| 6                                           | Ilja Dragunov (c) derrotou Baron Corbin                                                                    | Luta individual pelo Campeonato do NXT                                                   | 20:55 |
| (c) – Refere-se aos campeões antes da luta. | |                                                                                          |       |

### Estatísticas do Desafio Iron Survivor Feminino
| Pontos    | Vencedora do ponto | Perdedora de queda | Decisão | Notas                                                            | Tempo |
| --------- | ------------------ | ------------------ | ------- | ---------------------------------------------------------------- | ----- |
| 1–0–0–0–0 | Blair Davenport    | Fallon Henley      | Pinfall | Sofreu o pin após Stratton acertar Henley com um Alabama Slam    | 9:45  |
| 1–1–0–0–0 | Fallon Henley      | Tiffany Stratton   | Pinfall | Sofreu o pin após um Shining Wizard                              | 12:11 |
| 1–1–0–2–0 | Lash Legend        | Tiffany Stratton   | Pinfall | Sofreu o pin após um chokeslam                                   | 16:26 |
| 1–1–0–2–0 | Lash Legend        | Fallon Henley      | Pinfall | Sofreu o pin após um powerbomb                                   | 16:26 |
| 2–1–0–2–0 | Blair Davenport    | Kelani Jordan      | Pinfall | Sofreu o pin após receber um diving double foot stomp nas costas | 20:15 |
| 2–1–0–2–1 | Tiffany Stratton   | Lash Legend        | Pinfall | Sofreu o pin após um Prettiest Moonsault Ever                    | 23:10 |
| 3–1–0–2–1 | Blair Davenport    | Fallon Henley      | Pinfall | Sofreu o pin após um knee strike                                 | 24:43 |
| Vencedora | Blair Davenport    | —                  | —       | —                                                                | 25:00 |

### Estatísticas do Desafio Iron Survivor Masculino
| Pontos    | Vencedor do ponto | Perdedor de queda | Decisão | Notas                                                                    | Tempo |
| --------- | ----------------- | ----------------- | ------- | ------------------------------------------------------------------------ | ----- |
| 0–1–0–0–0 | Dijak             | Josh Briggs       | Pinfall | Sofreu o pin após o Feast Your Eyes                                      | 5:00  |
| 0–1–1–0–0 | Josh Briggs       | Dijak             | Pinfall | Sofreu o pin após um lariat                                              | 7:02  |
| 0–1–1–0–1 | Tyler Bate        | Dijak             | Pinfall | Sofreu um schoolboy                                                      | 9:02  |
| 0–1–1–0–2 | Tyler Bate        | Trick Williams    | Pinfall | Sofreu o pin após um Tyler Driver '97                                    | 13:55 |
| 1–1–1–0–2 | Bron Breakker     | Josh Briggs       | Pinfall | Sofreu o pin após um spear                                               | 15:15 |
| 2–1–1–0–2 | Bron Breakker     | Tyler Bate        | Pinfall | Sofreu o pin após um spear                                               | 15:24 |
| 3–1–1–0–2 | Bron Breakker     | Dijak             | Pinfall | Sofreu o pin após um spear                                               | 15:34 |
| 3–2–1–0–2 | Dijak             | Trick Williams    | Pinfall | Sofreu o pin após um spinning big boot                                   | 17:54 |
| 3–2–1–0–3 | Tyler Bate        | Dijak             | Pinfall | Sofreu um pin após um Frankensteiner de Breakker em um sit-out powerbomb | 18:28 |
| 3–3–2–0–3 | Dijak             | Trick Williams    | Pinfall | Sofreu o pin após um diving moonsault                                    | 21:08 |
| 3–3–2–0–3 | Josh Briggs       | Bron Breakker     | Pinfall | Sofreu o pin após um diving moonsault                                    | 21:08 |
| 3–3–2–1–3 | Trick Williams    | Josh Briggs       | Pinfall | Sofreu um schoolboy                                                      | 23:46 |
| 3–3–2–2–3 | Trick Williams    | Dijak             | Pinfall | Sofreu um schoolboy                                                      | 24:27 |
| 3–3–2–3–3 | Trick Williams    | Tyler Bate        | Pinfall | Sofreu um jackknife hold                                                 | 24:40 |
| 3–3–2–4–3 | Trick Williams    | Bron Breaker      | Pinfall | Sofreu o pin após um running single leg high knee                        | 24:56 |
| Vencedor  | Trick Williams    | —                 | —       | —                                                                        | 25:00 |